# Birkenhead (circonscription britannique)

Birkenhead dans le Merseyside.

La circonscription de Birkenhead est une circonscription électorale anglaise située dans le Merseyside et représentée à la Chambre des communes du Parlement britannique.